# Abel Gance et son Napoléon
Pour plus de détails, voir Fiche technique et Distribution.
Abel Gance et son Napoléon est un film français réalisé par Nelly Kaplan et sorti en 1984.

## Synopsis
Présenté et commenté par Michel Drucker aux studios de Billancourt, le documentaire revient sur Napoléon d'Abel Gance. Accompagné des prises de notes et des archives sonores du cinéaste, il est narré le tournage, avec de nombreuses séquences et l'exploitation de l'ambitieuse fresque épique.

## Fiche technique
- Titre : Abel Gance et son Napoléon
- Réalisation : Nelly Kaplan
- Scénario : Nelly Kaplan
- Photographie : Jean Monsigny
- Son : Guy Villette et Maurice Gilbert
- Montage : Nelly Kaplan
- Musique : Hubert Rostaing et Betty Willemetz
- Société de production : Cythère Films
- Studios : Paris-Studios-Cinéma (Studios de Billancourt)
- Pays d’origine :  France
- Genre : documentaire
- Durée : 104 minutes[1]
- Date de sortie : France - 31 mai 1984

## Sélection
- Festival de Cannes 1984 (sélection Un certain regard)[2]